# Daucus pusillus
Daucus pusillus (лат.) — дикая морковь, вид рода Морковь (род) (Daucus) семейства Зонтичные (Apiaceae), произрастает на юге США и вдоль западного побережья Северной Америки. В Америке известна как «американская дикая морковь».

## Ботаническое описание
Daucus pusillus — стройное однолетнее растение с тонким стержневым корнем, высотой от 5 до 60 см. Стебель покрыт короткими жёсткими тупыми щетинками.
Листья трижды продолговато-перисторассечённые длиной 3-10 см и шириной 1,5-7 см. Широкие, конечные пластины линейные длиной 1-5 мм и шириной 0,5-1 мм. Соцветие шириной 1-4 см и длиной до 4 см, зонтик с 5-12 белыми цветками. Плод продолговатый 3-5 мм длиной и 2 мм шириной, самый широкий ниже середины, с колючками и щетинками на рёбрах.
Растение не следует путать с болиголовом пятнистым, который очень ядовит.

## Распространение и местообитание
Daucus pusillus — вид, широко представленный в южной части США и вдоль западного побережья Северной Америки от Нижней Калифорнии (Мексика) до Британской Колумбии (Канада). Например, в Нижней Калифорнии D. pusillus ассоциирован с экологическими системами Diplacus aridus и Adiantum jordanii. Произрастает на сухих открытых местах на низких высотах.